# Liste des édifices labellisés « Maisons des Illustres » en Bretagne
Cet article recense les édifices possédant le label « Maisons des Illustres » en Bretagne, en France. 
Au début 2024, la région compte huit édifices ainsi labellisés.

## Liste
| Édifice                                      | Personnalité                   | Département     | Commune       | Référence | Protection        | Coordonnées                 | Photo |
| -------------------------------------------- | ------------------------------ | --------------- | ------------- | --------- | ----------------- | --------------------------- | ----- |
| Maison d'artiste de la Grande Vigne          | Yvonne Jean-Haffen             | Côtes-d'Armor   | Dinan         | MI228     | Inscrit MH (2019) | 48° 27′ 35″ N, 2° 01′ 48″ O |       |
| Domaine de Rosmapamon, maison d'Ernest Renan | Ernest Renan                   | Côtes-d'Armor   | Perros-Guirec | MI216     |                   | 48° 48′ 09″ N, 3° 28′ 35″ O |       |
| Maison Louis-Guilloux                        | Louis Guilloux                 | Côtes-d'Armor   | Saint-Brieuc  | MI032     |                   | 48° 31′ 09″ N, 2° 45′ 05″ O |       |
| Musée Ernest-Renan                           | Ernest Renan                   | Côtes-d'Armor   | Tréguier      | MI033     | Classé MH (1944)  | 48° 47′ 18″ N, 3° 13′ 43″ O |       |
| Maison natale de Max Jacob                   | Max Jacob                      | Finistère       | Quimper       | MI204     |                   | 47° 59′ 42″ N, 4° 06′ 12″ O |       |
| Château de Combourg                          | François-René de Chateaubriand | Ille-et-Vilaine | Combourg      | MI035     | Inscrit MH (1926) | 48° 24′ 28″ N, 1° 45′ 14″ O |       |
| Manoir de Limoëlou                           | Jacques Cartier                | Ille-et-Vilaine | Saint-Malo    | MI034     | Inscrit MH (1940) | 48° 40′ 25″ N, 1° 58′ 00″ O |       |
| Fort Sarah-Bernhardt                         | Sarah Bernhardt                | Morbihan        | Sauzon        | MI036     | Inscrit MH (2000) | 47° 23′ 09″ N, 3° 14′ 57″ O |       |